# Mali Budo
Pour plus de détails, voir Fiche technique et Distribution.
Mali Budo (Мали Будо) est un film serbe réalisé par Danilo Bećković, sorti en 2014.

## Synopsis
Un adolescent monténégrin est envoyé en Serbie pour le protéger de son père. Candide, il ne s'attend pas aux dangers qui l'attendent à Belgrade.

## Fiche technique
- Titre : Mali Budo
- Titre original : Мали Будо
- Réalisation : Danilo Bećković
- Scénario : Danilo Bećković et Dimitrije Vojnov
- Musique : Marko Kon
- Photographie : Bojana Andric
- Montage : Aleksandar Popovic
- Production : Danilo Bećković et Marko Paljic
- Société de production : Balkan Film, Gargantua Films, Mali Budo, Perfo Production, Phoenix Creative Studio et Tragac
- Pays :  Serbie,  Slovénie,  Bosnie-Herzégovine et  Suisse
- Genre : Comédie
- Durée : 96 minutes
- Dates de sortie : 
  -  Serbie : 24 septembre 2014

## Distribution
- Petar Strugar : Budo
- Sergej Trifunović : Mišo
- Tihomir Stanić : Krsto
- Petar Božović : Božo
- Slobodan Ćustić : Drago
- Slaviša Čurović : Mirko
- Stefan Bundalo : Brajan
- Milorad Kapor : Pero
- Aleksandra Janković : Mala Sandra
- Hristina Popović : Zorica
- Jelena Rakočević : Stela
- Tanasije Uzunović : Vuksan
- Marko Baćović : Dr. Perović
- Andrija Milosevic : Dr. Pavicevic
- Toma Kuruzović : Blažo
- Uroš Jovčić : Bajo
- Marko Kon : DJ Masan
- Doris Radic : Maja

## Box-office
Le film a connu un grand succès en Serbie et dans les pays voisins